# Miltochrista orientalis
Miltochrista orientalis är en fjärilsart som beskrevs av Daniel 1951. Miltochrista orientalis ingår i släktet Miltochrista och familjen björnspinnare. Inga underarter finns listade i Catalogue of Life.